# De Onde Viemos? O Que Somos? Para Onde Vamos?
De Onde Viemos? O Que Somos? Para Onde Vamos? (em francês:  D'où venons-nous ? Que sommes-nous ? Où allons-nous ?) é uma pintura dos anos 1897–98 do artista francês Paul Gauguin. Foi realizada no Taiti, e é propriedade atualmente do Museu de Belas Artes de Boston, nos Estados Unidos. Considerada a obra-prima de Gauguin, como descrita por Wayne V. Andersen, e pelo próprio artista como "um trabalho filosófico comparável aos temas dos Evangelhos".
A pintura é notável por suas figuras enigmáticas e pela atmosfera. Alguns acadêmicos atribuem essas qualidades aos conflitos pessoais pelos quais Gauguin passava quando criou esse trabalho, realizado durante o período em que tentou o suicídio. O título deriva de um catecismo da Igreja Católica. As três perguntas, por outro lado, são típicas que um taitiano, curioso e hospitaleiro, faz a um estranho que encontra no caminho: quem é? (o vai ´oe?), de onde vem? (nohea roa mai ´oe?), aonde vai? (te haere ´oe hea?). Certamente fizeram ao artista essas três questões, que ele levou ao plural e transformou numa alegoria para a vida, segundo Deborah A. Elliston.

## Testamento pictórico
Segundo assinalou Stefan Ziemendorff a pintura seria o "testamento artístico" de Gauguin, que a realizara com a intenção de se matar com ingestão de arsênico. A tentativa de suicídio falhou e tanto o próprio artista quanto vários críticos consideraram o quadro como sua obra-prima. Mostra as fases da vida desde o nascimento até a morte, como forma de responder aos questionamentos com que a nomeou.
O ano de 1897 foi, talvez, o mais difícil na vida atribulada do pintor: sua filha Alina, de 19 anos, morrera em abril; em carta ao amigo Daniel Monfred ele relata a imensa dificuldade financeira que passava - e comia apenas as coisas que conseguia colher (frutas e camarões); sua saúde sofrera um agravamento (com dores nas pernas, conjuntivite, asma e outros males) de forma que, decidido a tirar a própria vida, resolvera realizar aquela que seria sua última pintura como uma obra-prima filosófica, cujo real sentido muitas vezes apenas ele próprio poderia explicar.

## Influência da múmia peruana em Gauguin
|                                        |  |                                |
| Múmia peruana em La Specola, Florença. |  | Detalhe da esquerda do quadro. |

O artigo de Wayne V. Andersen, publicado em 1967, Gauguin and a Peruvian Mummy, levantou a hipótese da influência de uma múmia peruana na obra do pintor. Essas múmias foram descobertas em 1877 e pertenciam à cultura dos Chachapoyas. Ao longo dos anos outros estudos viriam a confirmar tal fonte de inspiração.
Em 1978, o estudioso do artista  Munch Robert Rosenblum sugeriu que a famosa e estranha criatura assexuada no primeiro plano da pintura O Grito tenha sido inspirado por uma múmia peruana, que ele teria visto durante a Exposição Universal de 1889, em Paris. Essa múmia, que foi enterrada em posição fetal com as mãos ao lado do rosto, também teria impressionado a imaginação do amigo de Munch, Gauguin: teria servido de modelo para figuras em mais de vinte pinturas suas, entre as quais a personagem central de A Miséria Humana (Colheita da Uva em Arles) e para a velha à esquerda em De Onde Viemos? O Que Somos? Para Onde Vamos?, que responde à derradeira pergunta do título da obra, como o próprio Gauguin declarou mais tarde: "Por último, uma mulher velha, acercando-se da morte, que parece estar aceitando tudo, resignando-se aos seus pensamentos. Ela conclui a história!".

## Crítica
Quando a obra ficou exposta na galeria de Vollard em 1898, o crítico André Fontainas publicou que suas formas eram "mal acabadas de uma imaginação canhestramente metafísica, cujo sentido é arriscado e cuja expressão é arbitrária" e ainda que trazia violência, monotonia de tons e cores arbitrárias. Gauguin já tinha escrito antes uma carta a Fontainas, em março de 1889,  dizendo que sua pintura procurava retratar a "essência íntima", procurando um novo modo de percepção; ele havia assumido uma postura diferente ante os críticos e detratores, escrevendo-lhes para justificar seu trabalho.

### Artigos acadêmicos e revistas
- Andersen, Wayne V. (1967). «Gauguin and a Peruvian Mummy». Burlington Magazine (em inglês). 109 (769): 238–43. Consultado em 21 de março de 2024. (pede subscrição (ajuda)). Arquivo acessado com a Biblioteca da Wikipédia do arquivo original.
- Singer, Peter (2016). «É preciso preservar as humanidades». Itapetininga. Revista Internacional de Formação de Professores. 1 (3): 75-79. ISSN 2447-8288. Consultado em 19 de março de 2024
- Elliston, Deborah A. (2000). «Geographies of Gender and Politics: The Place of Difference in Polynesian Nationalism» (acceso restringidot). Nova Iorque. Cultural Anthropology. 15 (2): 171-216. ISSN 0886-7356. Consultado em 29 de dezembro de 2008. (pede subscrição (ajuda))
- Hal Foster (2021). «Cenas primitivas». São Paulo: USP. ARS. 19 (42): 10. Consultado em 19 de março de 2024. Cópia arquivada em 21 de fevereiro de 2024
- Stefan Ziemendorff (2014). «La momia de un sarcófago de la cultura Chachapoyas en la obra de Paul Gauguin». Lima: ResearchGate. Cátedra Villarreal. 2 (2): 107-127. DOI:10.24039/cv20142240. Consultado em 15 de janeiro de 2021. Cópia arquivada em 20 de setembro de 2022
- Fabris, Annateresa (1994). «Rumo a uma nova barbárie». São Paulo: Scielo. Pepsic USP. 5 (1-2). Consultado em 15 de abril de 2024. Cópia arquivada em 24 de novembro de 2020